# Wladimir Gogoladse
Wladimir Gogoladse (georgisch ვლადიმერ გოგოლაძე; * 13. August 1966 in Tiflis, Sowjetunion) ist ein ehemaliger georgischer Kunstturner.

## Karriere
Gogoladse gewann bei den Europameisterschaften 1985 die Bronzemedaille im Einzelmehrkampf sowie am Barren. Bei den Olympischen Spielen 1988 in Seoul wurde er mit der sowjetischen Mannschaft Olympiasieger im Mannschaftsmehrkampf. Im Einzelmehrkampf belegte er in der Qualifikation Rang sechs, durfte jedoch nicht am Finale teilnehmen, da pro Nation nur drei Turner zugelassen waren und er als fünftbester sowjetischer Turner gewertet wurde. Seine beste Einzeldisziplin war der Sprung, in dem er Platz acht erreichte.
Im selben Jahr wurde ihm der Titel Verdienter Meister des Sports der UdSSR verliehen.
Nach dem Ende seiner aktiven Laufbahn war Gogoladse als Trainer tätig. Er hatte Wirtschaftswissenschaften an der Staatlichen Universität Tiflis studiert.